# 66.ª Asamblea Mundial de la Salud
El Consejo Ejecutivo de la Organización Mundial de la Salud decidió celebrar del 20–28 de mayo de 2013 la 66.ª Asamblea Mundial de la Salud.

## Celebración
El Consejo Ejecutivo de la Organización Mundial de la Salud decidió que la 66.ª Asamblea Mundial de la Salud se celebrara en el Palais des Nations, Ginebra, Suiza del 20–28 de mayo de 2013.

La 66.ª Asamblea Mundial de la Salud se reúne en Ginebra del 20 al 28 de mayo de 2013.

La Asamblea Mundial de la Salud es el órgano decisorio supremo de la Organización Mundial de la Salud. Se reúne en Ginebra en mayo de cada año con la asistencia de delegaciones de los Estados Miembros.

La función principal de la Asamblea de la Salud es determinar las políticas de la Organización, designar al Director General, supervisar las políticas financieras, y revisar y adoptar el programa de presupuesto propuesto.
Organización Mundial de la Salud

Notas diarias
Fotografías
Comunicado de prensa
Documentación
- Orden del día provisional
pdf, 68kb
- Proyecto de Duodécimo Programa General de Trabajo
pdf, 759kb
- Proyecto de presupuesto por programas 2014–2015
pdf, 1.2Mb

- Documentos de la Asamblea Mundial de la Salud 2013
Diario de la Asamblea Mundial de la Salud
- 27 de mayo de 2013
- 25 de mayo de 2013
- 24 de mayo de 2013
- 23 de mayo de 2013
- 22 de mayo de 2013
- 21 de mayo de 2013
- 20 de mayo de 2013

Discursos
- Alocución de la Dra. Margaret Chan, directora general de la OMS

Acerca de la Asamblea
- ¿Cómo funciona la Asamblea Mundial de la Salud?

Las Américas
- La región de las Américas en la Asamblea

Temas clave
- Ceguera
- Discapacidad y rehabilitación
- Objetivos de Desarrollo del Milenio
- Enfermedades tropicales
- Enfermedades no transmisibles